# Gabriella Cilmi
Gabriella Lucia Cilmi, IPA [/ˌɡæbriˈɛlə ˈtʃɪlmi/] (ur. 10 października 1991 w Melbourne) – australijska piosenkarka pochodzenia włosko-albańskiego. Mieszka w Los Angeles. Laureatka nagrody Bursztynowego Słowika 46. edycji konkursu Sopot Festival.

## Życiorys
Rodzina Cilmi jest pochodzenia włosko-albańskiego. Jej dziadkowie wyemigrowali do Australii. W wieku piętnastu lat przeniosła się z rodziną do Londynu. W młodym wieku Cilmi rozwinęła zainteresowanie szeroką gamą aktów muzyki pop, w tym Niną Simone, Led Zeppelin, Janis Joplin, The Sweet, T. Rex i Catem Stevensem. Jako szczególny wpływ wymieniła również Suzi Quatro. Pomimo naturalnych predyspozycji i talentu wokalnego, Cilmi mówiono, że brakuje jej dyscypliny niezbędnej do kontynuowania kariery wokalistki. W 2004 roku Cilmi zwrócił na siebie uwagę szefa Warner Music, Michaela Parisi, gdy wykonała improwizowaną wersję piosenki Rolling Stonesów „Jumpin’ Jack Flash” na festiwalu w Melbourne. W wieku 13 lat Cilmi podróżowała do USA i Wielkiej Brytanii z Adrianem Hannanem i zaproponowano jej cztery duże amerykańskie kontrakty. Ostatecznie podpisała kontrakt z Island Records UK.
Pierwszy album Cilmi, Lessons to Be Learned, został napisany i nagrany z przebojowym zespołem produkcyjnym Xenomania i został wydany w marcu 2008 roku w Wielkiej Brytanii. Pierwszy singiel, „Sweet About Me”, zadebiutował na UK Singles Chart w tym samym miesiącu i wspiął się na numer sześć trzy miesiące później, w czerwcu. Cilmi pomogła wyprodukować większość utworów na płycie. Stylistyka albumu zawiera elementy popu, jazzu i R&B. Brytyjskie gazety nazwały piosenkarkę „nową sensacją”, a jej potężny głos przyniósł jej porównania do takich wykonawców jak Amy Winehouse, Duffy, Adele czy Anastacia.
31 stycznia 2009 roku zagrała koncert przed rozpoczęciem finału wielkoszlemowego Australian Open 2009.

## Dyskografia
Albumy
- Lessons to Be Learned (2008[5], 2009 w USA)
- Ten (2010)

Single
- Sweet About Me (2008)
- Don’t Wanna Go to Bed Now (2008)
- Save the Lies (2008)
- Sanctuary (2008[6])
- Warm This Winter (2008)
- On a Mission (2010)
- Hearts Don’t Lie (2010)
- Defender (2010)
- Sweeter in History (2013)

## Nagrody i wyróżnienia
- 2008 – ARIA Awards w kategorii Breakthrough Single – laureatka[7]
- 2008 – ARIA Awards w kategorii Breakthrough Album – laureatka
- 2008 – ARIA Awards w kategorii Highest Selling Single – laureatka
- 2008 – ARIA Awards w kategorii Best Pop release – laureatka
- 2008 – ARIA Awards w kategorii Best Female Artist – laureatka
- 2008 – ARIA Awards w kategorii Single Of The Year – laureatka
- 2008 – Q Awards w kategorii Breakthrough Artist – nominacja
- 2009 – BRIT Awards w kategorii Best International Female Artist – nominacja[8]
- 2009 – Bursztynowy Słowik – Sopot Festival 2009